# ميخائيل بيدرسن
ميخائيل بيدرسن (1 مارس 1986 في الدنمارك - ) (بالدنماركية: Michael Pedersen)‏ هو لاعب كريكت دانمركي. شارك مع منتخب الدنمارك الوطني للكريكت.

## وصلات خارجية
- ميخائيل بيدرسن على موقع إي آس بي آن كريك إنفو (الإنجليزية)